# Dynamite!! USA
Dynamite!! USA in association with ProElite（ダイナマイト ユーエスエー イン アソシエーション ウィズ プロエリート）は、日本の総合格闘技イベント「HERO'S」の大会の一つ。2007年6月2日、アメリカ合衆国カリフォルニア州ロサンゼルスのロサンゼルス・メモリアル・コロシアムで開催された。
SoftBankが冠スポンサーとなり、TBSで6月4日に放送された。米国ではSHOWTIMEでメインを含む6試合がPPV、3試合が無料で放送された。

## 大会概要
桜庭和志対ホイス・グレイシーの7年越しの再戦が行われ、ホイスがリベンジを果たした。
ブロック・レスナー、ジョニー・モートンの総合格闘技初参戦を果たした。
当初は、レスナー対チェ・ホンマン戦が予定されていたが、カリフォルニア州アスレチック・コミッションのメディカルチェックにより出場できなくなったため、急遽キム・ミンスに変更になった（他にも、チェ・ムベ→ウォーパス、アントニオ・シウバ→ティム・"ビッグ・パーム"・パーシー、ハビエル・バスケス→イザイア・ヒルと直前で対戦カードが変更になった）。
第4試合終了後に聖火リレーが行われた。デニス・ロッドマン、アントニオ・シウバ、チェ・ムベ、チェ・ホンマンとリレーされ、ホンマンにより聖火台に火が灯された。開会式ではロッドマンにより開会宣言が行われた。
観客動員数の54,000人は北米におけるMMA興行の最大動員記録となった（現在はUFCに更新されている）。なお、MMAWeeklyの発表では有料入場者数は3,674人となっている。

## 試合結果
第1試合 72kg契約 5分3R
○  J.Z.カルバン vs.  ナム・ファン ×
1R 0:26 TKO（レフェリーストップ：パウンド）
第2試合 70.3kg契約 5分3R
○  永田克彦 vs.  イザイア・ヒル ×
3R終了 判定2-1（29-28、28-29、30-27）
第3試合 ProElite & SHOWTIME提供試合 5分3R
○  ジョナサン・ウィーゾック vs.  ティム・"ビッグ・パーム"・パーシー ×
2R 0:50 TKO（レフェリーストップ：パウンド）
第4試合 ProElite & SHOWTIME提供試合 5分3R
○  ジェイク・シールズ vs.  イド・パリエンテ ×
1R 2:06 チョークスリーパー
第5試合 96kg契約 5分3R
○  ベルナール・アッカ vs.  ジョニー・モートン ×
1R 0:38 KO（右フック）
第6試合 契約体重なし 5分3R
○  マイティ・モー vs.  ウォーパス ×
1R 1:33 TKO（レフェリーストップ：左ストレート→パウンド）
第7試合 87kg契約 5分3R
○  ユン・ドンシク vs.  メルヴィン・マヌーフ ×
2R 1:17 腕ひしぎ十字固め
第8試合 ミドル級 5分3R
○  所英男 vs.  ブラッド・ピケット ×
1R 2:41 腕ひしぎ十字固め
第9試合 ライトヘビー級 5分3R
○  ホイス・グレイシー vs.  桜庭和志 ×
3R終了 判定3-0（30-27、29-28、29-28）
第10試合 120.2kg契約 5分3R
○  ブロック・レスナー vs.  キム・ミンス ×
1R 1:09 ギブアップ（マウントパンチ）